# Tetrameter
Een tetrameter (ook: viervoeter) is een versregel die uit vier versvoeten bestaat.
Voorbeeld
Uitgerekend
'Tijd is geld,' zo sprak de ober
en dat was voor ons een strop,
want hij telde toen de datum
vlotjes bij de nota op.
Uit: Wis- en natuurlyriek, Drs. P & Marjolein Kool, 2000.